# Chrysothyridia
Chrysothyridia är ett släkte av fjärilar. Chrysothyridia ingår i familjen Crambidae.
Kladogram enligt Catalogue of Life:
| Chrysothyridia | \| \| Chrysothyridia invertalis \| \| \| \| \| \| Chrysothyridia triangulifera \| \| \| \| |
|                | \| \| Chrysothyridia invertalis \| \| \| \| \| \| Chrysothyridia triangulifera \| \| \| \| |
|                | Chrysothyridia invertalis                                                                  |
|                |                                                                                            |
|                | Chrysothyridia triangulifera                                                               |
|                |                                                                                            |